# Turné 2017 (Kabát)
Turné 2017 bylo koncertní turné české rockové skupiny Kabát. Konalo se na podporu alba Do pekla/do nebe a dějištěm byly hokejové stadiony/arény v Čechách i na Slovensku. Do té doby se jednalo o nejdelších a nejrozsáhlejší turné kapely v historii.

## Přehled
V prosinci 2016 skupina oznámila prostřednictvím webových stránek podzimní halové turné. Mezi českými zastávkami přibyla „menší“ města jako Chomutov, Třinec nebo Znojmo, které ačkoliv nejsou pro pořadatele ekonomicky příliš atraktivní, kapela chtěla své koncerty přivézt co nejblíže svým fanouškům. Premiérou byl také bratislavský koncert na Zimním stadionu Ondreje Nepely.
Koncertní repertoár zahrnoval především skladby z tehdy poslední alba Do pekla/do nebe, premiérově zazněly např. "Houby magický", "Do Bolívie na banány" nebo "Proti proudu". S kapelou opět vystupovali kontrabasista „Rafan“ (při "Mysliveckém plese") a violoncellistka Alice Kodýtková (ve skladbě "Valkýra") jako hosté.
Scéna byla umístěna doprostřed hal, tak aby se skupina pokusila naplnit plnou kapacitu místa koncertu a byla publiku takřka na dosah. Tato koncepce byla využita již dříve v letech 2002 a 2011. Interaktivním prvkem byly čtyři divácké sektory, každý pro osmdesát diváků, přímo v srdci scény. Nad středem jeviště (tj. otočná bicí souprava) byly zavěšeny čtyři pohyblivé LED prstence, které doprovázely písně příhodnými animacemi. Pódium celkově korespondovalo s křížovým symbolem z vizuálu alba Do pekla/do nebe, členové kapely tak korzovaly po molech ve tvaru kříže. Show byla postavena především na hře světel, ubylo pyrotechnických efektů, při písni "Na sever" se na diváky snesl umělý „sníh“ z hasičské pěny, v závěru skladby "Houby magický" zasypaly pódium jiskry. Světelných park zahrnoval zhruba 460 světel, jejich programing zabralo půl roku. Zvuk zajišťovalo 160 reprobeden, které disponovaly výkonem 300kW. Dominantním efektem bylo dvanáct kusů řízených zdvihacích motorů, kdy každý z nich zdvihl až 500kg a dokázal se pohybovat rychlostí od 0,01m do 28 m za minutu.
Závěrečný koncert turné v pražské O2 Areně sledovalo celkem 20 083 diváků, Kabát tak vytvořil návštěvnický rekord, kdy se ve své době jednalo o nejvyšší počet diváků, který kdy O2 Arena hostila. Toto číslo pokořila až skupina Metallica v dubnu 2018.

## Setlist
Seznam uvádí všechny písně, které skupina odehrála za celé turné.
Děvky ty to znaj
- "Žízeň"
- "Moderní děvče"

Colorado
- "Starej bar"

MegaHu
- "Teta"
- "Pohromy"
- "Šaman"

Go satane go
- "Go satane go"
- "V pekle sudy válej"
- "Na sever"
- "Bára"
- "Bum Bum Tequilla"

Suma Sumárum: The Best Of
- "Pohoda"

Dole v dole
- "Dole v dole"
- "Shořel náš dům"

Corrida
- "Burlaci"
- "Úsměv pana Lloyda"
- "Malá dáma"
- "Virtuóz"
- "Kdoví jestli"

Banditi di Praga
- "Banditi di Praga"
- "Kávu si osladil (pro Frantu)"

Do pekla/do nebe
- "Western Boogie"
- "Proti proudu"
- "Valkýra"
- "Myslivecký ples"
- "Do Bolívie na banány"
- "Restaurace pana Kalvody"
- "Houby magický"
- "Brousíme nože"

1. "Intro" (Corrida)
2. "V pekle sudy válej"
3. "Banditi di Praga"
4. "Na sever"
5. "Pohromy"
6. "Do Bolívie na banány"
7. "Go satane go"
8. "Kávu si osladil (pro Frantu)"
9. "Bum bum tequilla"
10. "Úsměv pana Lloyda"
11. "Starej bar"
12. "Teta"
13. "Valkýra"
14. "Virtuóz"
15. "Dole v dole"
16. "Houby magický"
17. "Western boogie"
18. "Myslivecký ples"
19. "Šaman"
20. "Restaurace pana Kalvody"
21. "Burlaci"
22. "Malá dáma"
23. "Žízeň"
24. "Shořel náš dům"
25. "Kdoví jestli"
Přídavek
26. "Brousíme nože"
27. "Pohoda"
28. "Moderní děvče"

## Seznam koncertů
| Datum              | Město            | Stát       | Místo                        |
| Turné 2017         | Turné 2017       | Turné 2017 | Turné 2017                   |
| ------------------ | ---------------- | ---------- | ---------------------------- |
| 11. října 2017     | Chomutov         | Česko      | Rocknet aréna                |
| 14. října 2017     | Karlovy Vary     | Česko      | KV Arena                     |
| 17. října 2017     | České Budějovice | Česko      | Budvar aréna                 |
| 19. října 2017     | Plzeň            | Česko      | Home Monitoring Aréna        |
| 21. října 2017     | Jihlava          | Česko      | Horácký zimní stadion        |
| 24. října 2017     | Znojmo           | Česko      | Zimní stadion města Znojmo   |
| 26. října 2017     | Pardubice        | Česko      | ČSOB pojišťovna ARENA        |
| 28. října 2017     | Liberec          | Česko      | Home Credit Arena            |
| 31. října 2017     | Ústí nad Labem   | Česko      | Zimní stadion Ústí nad Labem |
| 2. listopadu 2017  | Hradec Králové   | Česko      | ČPP aréna                    |
| 4. listopadu 2017  | Třinec           | Česko      | WERK ARENA                   |
| 7. listopadu 2017  | Olomouc          | Česko      | Zimní stadion Olomouc        |
| 9. listopadu 2017  | Ostrava          | Česko      | Ostravar Aréna               |
| 11. listopadu 2017 | Zlín             | Česko      | Zimní stadion Luďka Čajky    |
| 14. listopadu 2017 | Košice           | Slovensko  | Steel Aréna                  |
| 16. listopadu 2017 | Bratislava       | Slovensko  | Zimní stadion Ondreje Nepely |
| 18. listopadu 2017 | Třebíč           | Česko      | KHNP Arena                   |
| 21. listopadu 2017 | Brno             | Česko      | DRFG Arena                   |
| 28. listopadu 2017 | Praha            | Česko      | O2 Arena                     |

## Sestava
Kabát
- Josef Vojtek – zpěv, kytara
- Milan Špalek – baskytara, doprovodný zpěv, zpěv
- Ota Váňa – kytara, doprovodný zpěv
- Tomáš Krulich – kytara, doprovodný zpěv
- Radek „Hurvajs“ Hurčík – bicí, doprovodný zpěv

Hosté
- Ivo „Rafan“ Traxmandl – kontrabas (hostoval v písni "Myslivecký pes")

- Alice Kodytková – violoncello (hostovala v písni "Valkýra")